# Неш (Оклахома)
Неш (англ. Nash) — місто (англ. town) в США, в окрузі Грант штату Оклахома. Населення — 192 особи (2020).

## Географія
Неш розташований за координатами 36°39′54″ пн. ш. 98°3′7″ зх. д. / 36.66500° пн. ш. 98.05194° зх. д. (36.664990, -98.052078).  За даними Бюро перепису населення США в 2010 році місто мало площу 0,85 км², уся площа — суходіл.

## Демографія
Згідно з переписом 2010 року, у місті мешкали 204 особи в 102 домогосподарствах у складі 61 родини. Густота населення становила 241 особа/км².  Було 119 помешкань (141/км²).
Расовий склад населення:
| - 96,6 % — білих - 0,5 % — чорних або афроамериканців - 0,5 % — азіатів |

До двох чи більше рас належало 2,5 %. Частка іспаномовних становила 0,0 % від усіх жителів.
За віковим діапазоном населення розподілялося таким чином: 15,7 % — особи молодші 18 років, 57,3 % — особи у віці 18—64 років, 27,0 % — особи у віці 65 років та старші. Медіана віку мешканця становила 49,3 року. На 100 осіб жіночої статі у місті припадало 88,9 чоловіків;  на 100 жінок у віці від 18 років та старших — 93,3 чоловіків також старших 18 років.
Середній дохід на одне домашнє господарство  становив 66 013 долари США (медіана — 75 417), а середній дохід на одну сім'ю — 73 377 доларів (медіана — 77 292). Медіана доходів становила 53 750 доларів для чоловіків та 34 000 доларів для жінок. За межею бідності перебувало 3,2 % осіб, у тому числі 0,0 % дітей у віці до 18 років та 3,6 % осіб у віці 65 років та старших.
Цивільне працевлаштоване населення становило 112 особи. Основні галузі зайнятості: сільське господарство, лісництво, риболовля — 25,0 %, освіта, охорона здоров'я та соціальна допомога — 22,3 %, науковці, спеціалісти, менеджери — 9,8 %, оптова торгівля — 8,9 %.